# 中美洲及加勒比海网球联合会
中美洲及加勒比海网球联合会（Central American & Caribbean Tennis Confederation，简称COTECC）是国际网球联合会（ITF）在该地区的附属机构，其目标是实施促进中美洲及加勒比海地区网球发展的政策。该组织总部位于多米尼加共和国圣多明各，由34个国家和地区协会组成。
COTECC的宗旨是鼓励、指导、组织、规范、管理和推广网球运动；组织、赞助和/或举办中美洲及加勒比海网球联合会的比赛、锦标赛、培训项目和研讨会；并代表加勒比和中美洲地区保持与ITF的隶属关系。
该区域机构设有两名发展官员，负责持续提高该地区的网球水平。其中一位是来自萨尔瓦多的塞西莉亚·安卡尔莫（Cecilia Ancalmo），负责中美洲及加勒比海地区的西班牙语国家；另一位是来自苏里南的约翰·戈德（John Goede），负责加勒比海地区的英语、法语和荷兰语国家。

## 历史
COTECC成立于1992年，作为当年国际网球联合会年度大会讨论的议题之一，该会议在多米尼加共和国的拉罗马纳举行，会议决定创建一个网球管理机构，以联合中美洲、西班牙语加勒比地区和英语加勒比地区的国家和地区。
同年，该联合会的章程在墨西哥签署，并推选墨西哥人赫苏斯·托佩特（Jesus Topete）为联合会的首任主席，任期两年。
然而，正如该机构前主席冈萨罗·梅希亚（Gonzalo Mejía）所言，在COTECC之前，该地区曾存在过其他网球管理组织，但它们从未获得ITF的正式认可。1968年，由于公开赛时代的开启，网球被排除在奥运会之外，这也意味着它不再是泛美運動會或中美洲及加勒比海運動會的正式比赛项目。
这一情况促使多个国家于1971年成立泛美网球联合会（Pan-American Tennis Confederation），该组织获得了整个美洲国家奥委会的认可，使得网球在1974年在圣多明各举行的中美洲及加勒比运动会以及1975年墨西哥举行的泛美运动会上得以回归。
梅希亚补充道，1982年在古巴哈瓦那举行的中美洲及加勒比运动会上，奠定了创建如今COTECC的基础，其成员国大部分仍然延续至今。

## 组织机构
COTECC指导委员会的选举每两年在年度大会上举行，届时会员国将选出主席、副主席两名、理事两名，以及四个分区的负责人。
现任主席为多米尼加共和国的佩尔西奥·马尔多纳多（Persio Maldonado），他于2018年6月连任，任期为2018-2020年。马尔多纳多首次担任该机构主席是在2016年。
马尔多纳多依靠萨尔瓦多人恩里克·莫林斯（Enrique Molins）的经验，后者曾在2000年至2016年间领导该地区组织，这一任期是COTECC历史上最长的主席任期。
在莫林斯和马尔多纳多之前，COTECC的主席分别是墨西哥的赫苏斯·托佩特（Jesús Topete，1992-1996年）和多米尼加共和国的冈萨罗·梅希亚（Gonzalo Mejía，1996-2000年）。

## 会员国
以下是COTECC的成员国：
| 国家           | 协会                         | 总部         |
| -------------- | ---------------------------- | ------------ |
|                | 安圭拉国家网球协会           | 山谷镇       |
| 安地卡及巴布達 | 安提瓜和巴布达网球协会       | 圣约翰       |
| 阿鲁巴         | 阿鲁巴草地网球协会           | 奥拉涅斯塔德 |
| 巴哈马         | 巴哈马草地网球协会           | 拿骚         |
|                | 巴巴多斯草地网球协会         | 布里奇敦     |
|                | 伯利兹网球协会               | 伯利兹城     |
| 百慕大         | 百慕大草地网球协会           | 哈密尔顿     |
|                | 博奈尔草地网球协会           | 克拉伦代克   |
| 英屬維爾京群島 | 英属维尔京群岛草地网球协会   | 罗德城       |
| 开曼群岛       | 开曼群岛网球联合会           | 乔治敦       |
|                | 哥斯达黎加网球联合会         | 圣何塞       |
| 古巴           | 古巴草地网球联合会           | 哈瓦那       |
|                | 库拉索网球联合会             | 威廉斯塔德   |
|                | 多米尼加网球联合会           | 圣多明各     |
| 薩爾瓦多       | 萨尔瓦多网球联合会           | 圣萨尔瓦多   |
| 法属圭亚那     | 法属圭亚那网球联合会         | 卡宴         |
| 格瑞那達       | 格林纳达网球协会             | 圣乔治       |
| 瓜德罗普       | 瓜德罗普网球联合会           | 皮特尔角城   |
|                | 危地马拉国家网球联合会       | 危地马拉城   |
|                | 圭亚那网球协会               | 乔治敦       |
| 海地           | 海地网球联合会               | 太子港       |
|                | 洪都拉斯网球联合会           | 特古西加尔巴 |
| 牙买加         | 牙买加网球联合会             | 京斯敦       |
|                | 马提尼克网球联合会           | 法兰西堡     |
| 墨西哥         | 墨西哥网球联合会             | 墨西哥城     |
| 尼加拉瓜       | 尼加拉瓜网球联合会           | 马那瓜       |
| 巴拿马         | 巴拿马网球联合会             | 巴拿马城     |
| 波多黎各       | 波多黎各网球协会             | 圣胡安       |
| 圣基茨和尼维斯 | 圣基茨和尼维斯网球协会       | 巴斯特尔     |
| 圣卢西亚       | 圣卢西亚草地网球协会         | 卡斯特里     |
|                | 圣文森特和格林纳丁斯网球协会 | 金斯顿       |
| 苏里南         | 苏里南网球联合会             | 帕拉马里博   |
| 千里達及托巴哥 | 特立尼达和多巴哥网球协会     | 西班牙港     |
| 美屬維爾京群島 | 美属维尔京群岛网球协会       | 圣托马斯     |